# Kawasaki Ki-56
Ki-56 — двухмоторный моноплан цельнометаллической конструкции.
Разработан под руководством Такэо Дои. Первый полет прототипа состоялся в ноябре 1940 года.
Принят на вооружение армии в 1941 года под наименованием грузовой самолет армейский тип 1.
Кодовое имя союзников — «Талия» («Thalia»).

## История
Готовясь к активным военным действиям в Китае и на Тихом океане, Императорская армия Японии столкнулась с трудностями в снабжении удаленных от метрополии территорий. Для решения этой проблемы необходимо было усиление и модернизация транспортной авиации армии. В то время мировым лидером в создании транспортно-пассажирских самолетов были США со своими самолетами Дуглас DC-2, DC-3 и скоростными самолетами Lockheed серии "Electra".
К концу 1938 года в составе  государственной авиакомпании "Японские императорские воздушные линии" находились 24 14-местных авиалайнера Локхид L14WF-62 "Супер Электра", закупленных японским правительством в США. Этот самолет, имевший в своей конструкции множество передовых технических решений, пользовался большой популярностью у экипажей и пассажиров.
Отличные летно-технические характеристики американского самолета привлекли внимание японских военных. В 1939 году фирма Tachikawa, по заказу армии, приобрела лицензию на выпуск американских самолетов "Супер Электра" L14-WG3B в Японии. С августа 1940 года сборка лицензионных самолетов была организована на авиазаводе фирмы "Tachikawa". На самолет устанавливали японские двигатели Mitsubishi Ha-26-I, в остальном японская машина была полностью идентична американской.
В 1940 году самолет производства фирмы Tachikawa был принят на вооружение японской армии под обозначением "Транспортный самолет Тип Lo". Серийное производство, организованное на авиационном заводе Tachikawa, не обеспечивало потребностей армии и было принято решение открыть вторую производственную линию на фирме Kawasaki. 
Одновременно с выпуском лицензионного самолета технический отдел штаба ВВС Императорской армии поручил конструкторскому отделу фирмы Kawasaki разработать на базе исходной модели улучшенный вариант с большим объемом грузового отсека. Конструкция транспортника Тип Lo имела резервы для модернизации. На модернизированном самолете фюзеляж был удлинен на 1,5 м, крыло оснастили новыми закрылками. Были увеличены размеры грузовой двери, а в полу грузового отсека появились дополнительные люки для облегчения погрузочно-разгрузочных работ. Самолет оснастили более мощными двигателями. Вместимость салона увеличилась на два пассажира. Модернизированный самолет был принят на вооружение и запущен в серию под обозначением "Армейский транспортный самолет Тип 1" или Ki-56. 

## Серийное производство и эксплуатация
До конца 1941 года Ki-56 изготавливался на той же сборочной линии, что и лицензионный Тип Lo, параллельно с ним. Но после выпуска 55 экземпляров производство Тип Lo было  свернуто и фирма Kawasaki  полностью перешла на выпуск Ki-56. Производство Тип Lo на Tachikawa продолжалось до 1942 года, всего было выпущено 45 экземпляров. Выпуск самолетов Ki-56  на Kawasaki продолжался до сентября 1943 года. Всего был изготовлен 121 самолет, включая два прототипа.
В годы войны самолет широко использовался для перевозок на всех театрах военных действий - в Китае, Бирме, на Новой Гвинеи и других районах Тихового Океана.. В боевых условиях Ki-56 впервые применялся при вторжении на о. Суматра в январе 1942 года, с них высаживался парашютный десант при захвате нефтепромыслов на Паленбанге. Благодаря комфорту и высокой надежности самолеты Ki-56 использовался высшим руководством армии в качестве личного транспорта. Четыре самолета, в комплектации VIP были в составе авиаотряда императорской семьи.
Самолеты Ki-56 стояли на вооружении Императорской армии до самой капитуляции Японии, а затем эксплуатировались под контролем американской оккупационной администрации. Союзники присвоили японским транспортникам кодовые названия - Ki-56 назывался "Талия", Тип Lo  "Тельма", а закупленные L-14WG3B "Тоби". Два трофейных самолета Ki-56 эксплуатировались в СССР  в составе МВД на Дальнем Востоке. В 1946 году эти самолеты были утеряны  в авиакатастрофах .

## Тактико-технические характеристики
Технические характеристики
- Экипаж: 3-4 человека
- Пассажировместимость: 14 человек
- Грузоподъёмность: 2 400 кг
- Длина: 14,9 м
- Размах крыла: 19,96 м
- Высота: 3,6 м
- Площадь крыла: 51,2 м²
- Масса пустого: 4 895 кг
- Максимальная взлётная масса: 8 025 кг
- Силовая установка: 2 × радиальный Nakajima Ha-25
- Мощность двигателей: 2 × 990 л.с. (2 × 739 кВт)

Лётные характеристики
- Максимальная скорость: 400 км/ч
- Крейсерская скорость: 367 км/ч
- Практическая дальность: 3 300 км
- Практический потолок: 8 000 м
- Скороподъёмность: 4 м/с